# Liste der Orte im Kreis Ialomița

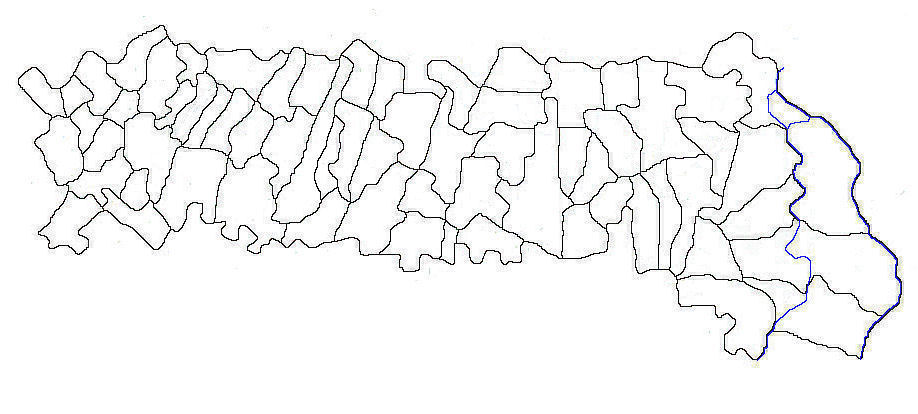
Gemeinden des Kreises Ialomița

Der Kreis Ialomița in Rumänien besteht aus offiziell 140 Ortschaften. Davon haben 7 den Status einer Stadt, 58 den einer Gemeinde. Die übrigen sind administrativ den Städten und Gemeinden zugeordnet.

## Städte
| - Amara - Căzănești - Fetești | - Fierbinți-Târg - Slobozia | - Țăndărei - Urziceni |

## Gemeinden
| - Adâncata - Albești - Alexeni - Andrășești - Armășești - Axintele - Balaciu - Bărbulești - Bărcănești - Borănești - Bordușani - Brazii - Bucu - Buești - Ciocârlia - Ciochina - Ciulnița - Cocora - Colelia - Cosâmbești | - Coșereni - Drăgoești - Dridu - Făcăeni - Gârbovi - Gheorghe Doja - Gheorghe Lazăr - Giurgeni - Grindu - Grivița - Gura Ialomiței - Ion Roată - Jilavele - Maia - Manasia - Mărculești - Mihail Kogălniceanu - Miloșești - Moldoveni - Movila | - Movilița - Munteni-Buzău - Ograda - Perieți - Platonești - Reviga - Roșiori - Sălcioara - Sărățeni - Săveni - Scânteia - Sfântu Gheorghe - Sinești - Stelnica - Sudiți - Traian - Valea Ciorii - Valea Măcrișului - Vlădeni |

## Dörfer ohne Gemeindestatus

### B
| - Bărăganu - Bărbătescu - Bataluri - Bițina-Pământeni | - Bițina-Ungureni - Bora - Bordușelu - Boteni | - Broșteni - Bucșa - Buliga - Butoiu |

### C
| - Cătrunești - Cegani - Chiroiu-Pământeni - Chiroiu-Satu Nou | - Chiroiu-Ungureni - Condeești - Copuzu - Cotorca | - Crăsanii de Jos - Crăsanii de Sus - Crunți |

### D
| - Dridu-Snagov | - Dumitrești |

### F
| - Fetești-Gară - Fierbinții de Jos | - Fierbinții de Sus - Frățilești | - Fundata |

### G
| - Gimbășani - Grecii de Jos | - Grindași | - Gura Văii |

### H
| - Hagieni | - Hagiești | - Horia |

### I
| - Iazu | - Ion Ghica | - Ivănești |

### L
| - Lăcusteni - Lilieci | - Livedea | - Luciu |

### M
| - Maltezi - Malu - Malu Roșu | - Marsilieni - Mircea cel Bătrân - Misleanu | - Movileanca - Murgeanca |

### N
| - Nenișori | - Nicolești |

### O
| - Orboești | - Orezu |

### P
| - Păltinișu - Patru Frați | - Piersica - Poiana | - Progresu |

### R
| - Rași - Răsimnicea | - Retezatu | - Rovine |

### S
| - Sintești - Slătioarele | - Slobozia Nouă - Smirna | - Stejaru |

### T
| - Tovărășia |

### V
| - Valea Bisericii | - Vlașca |